# Randall Bennett Woods
Randall Bennett Woods (* 10. Oktober 1944) ist ein US-amerikanischer Historiker. Sein Forschungsschwerpunkt liegt auf der Geschichte der Vereinigten Staaten sowie auf deren Außenpolitik und Außenbeziehungen unter geschichtlichen Aspekten.

## Leben
Woods studierte an der University of Texas at Austin. Dort erhielt er 1967 einen Bachelor of Arts, 1969 einen Master of Arts und 1972 einen Ph.D. Nach seiner Promotion nahm Woods seine Lehrtätigkeit an der University of Arkansas auf, von 1972 bis 1977 als Assistant Professor, von 1977 bis 1979 als Associate Professor, von 1979 bis 1995 als Professor, sowie seit 1995 als Distinguished Professor. Woods bekleidet seit 1984 den Lehrstuhl des John A. Cooper Professor of History.
Woods war von 2009 bis 2010 Stanley Kaplan Visiting Professor of American Foreign Policy am Williams College. Von 2013 bis 2014 war er John G. Winant Visiting Professor of American Government am Rothermere American Institute der University of Oxford.
Sein Buch Fulbright:  A Biography erhielt 1996 unter anderem den Robert H. Ferrell Book Prize der Society for Historians of American Foreign Relations. Des Weiteren war es für den Pulitzer Prize und den National Book Award nominiert.

## Veröffentlichungen (Auswahl)
- Randall Bennett Woods: The Roosevelt Foreign Policy Establishment and the Good Neighbor; Argentina and the United States, 1941-1945 (1979, University Press of Kansas)
- Randall Bennett Woods: A Black Odyssey: John Lewis Waller and the Promise of American Life, 1878-1900 (1981, University Press of Kansas)
- Randall Bennett Woods: A Changing of the Guard: Anglo-American Relations, 1941-1946 (1990, University of North Carolina Press)
- Howard Jones, Randall Bennett Woods: The Dawning of the Cold War: America's Quest for Order, 1945-1950 (1991, University of Georgia Press)
- Randall Bennett Woods: Fulbright: A Biography (1995, Cambridge University Press)
- Willard B. Gatewood, Randall Bennett Woods: America Interpreted: A Concise History with Readings (1996, 2 Bände, Harcourt-Brace)
- Randall Bennett Woods: J. William Fulbright, Vietnam, and the Search for a Cold War Foreign Policy (1998, Cambridge University Press)
- Randall Bennett Woods [Hrsg.]: Vietnam and the American Political Tradition: The Politics of Dissent (2003, Cambridge University Press)
- Randall Bennett Woods: Quest for Identity: America Since 1945 (2004, Cambridge University Press)
- David Edwin Harrell Jr., Edwin S. Gaustad, John B. Boles, Sally Foreman Griffith, Randall M. Miller, Randall Bennett Woods: Unto a Good Land: A History of the American People (2005, Eerdman’s)
- Randall Bennett Woods: LBJ: Architect of American Ambition (2006, Free Press/Simon and Schuster)
- Randall Bennett Woods: Shadow Warrior: William E. Colby and the CIA (2013, Basic Books)